# Susan Hogan
Susan Hogan (Scarborough, Ontario, 1948) es una actriz de cine, teatro y televisión canadiense. Inició su carrera a mediados de la década de 1970 y ha aparecido en reconocidas producciones cinematográficas como Narrow Margin (1990), Disturbing Behavior (1998) y El efecto mariposa 2 (2006).

## Filmografía seleccionada
- A Sweeter Song (1976)
- I Miss You, Hugs and Kisses (1978)
- The Brood (1979)
- Title Shot (1979)
- An American Christmas Carol (1979)
- Phobia (1980)
- Vanderberg (1983)
- Rolling Vengeance (1987)
- Narrow Margin (1990)
- White Fang (1991)
- Bordertown Café (1992)
- Disturbing Behavior (1998)
- Rupert's Land (1998)
- The Butterfly Effect 2 (2006)
- Everything's Gone Green (2006)
- The Christmas Secret (2014)
- Hailey Dean: Murder, With Love (2016)